# Zum Goldenen Löwen (Memmingen)

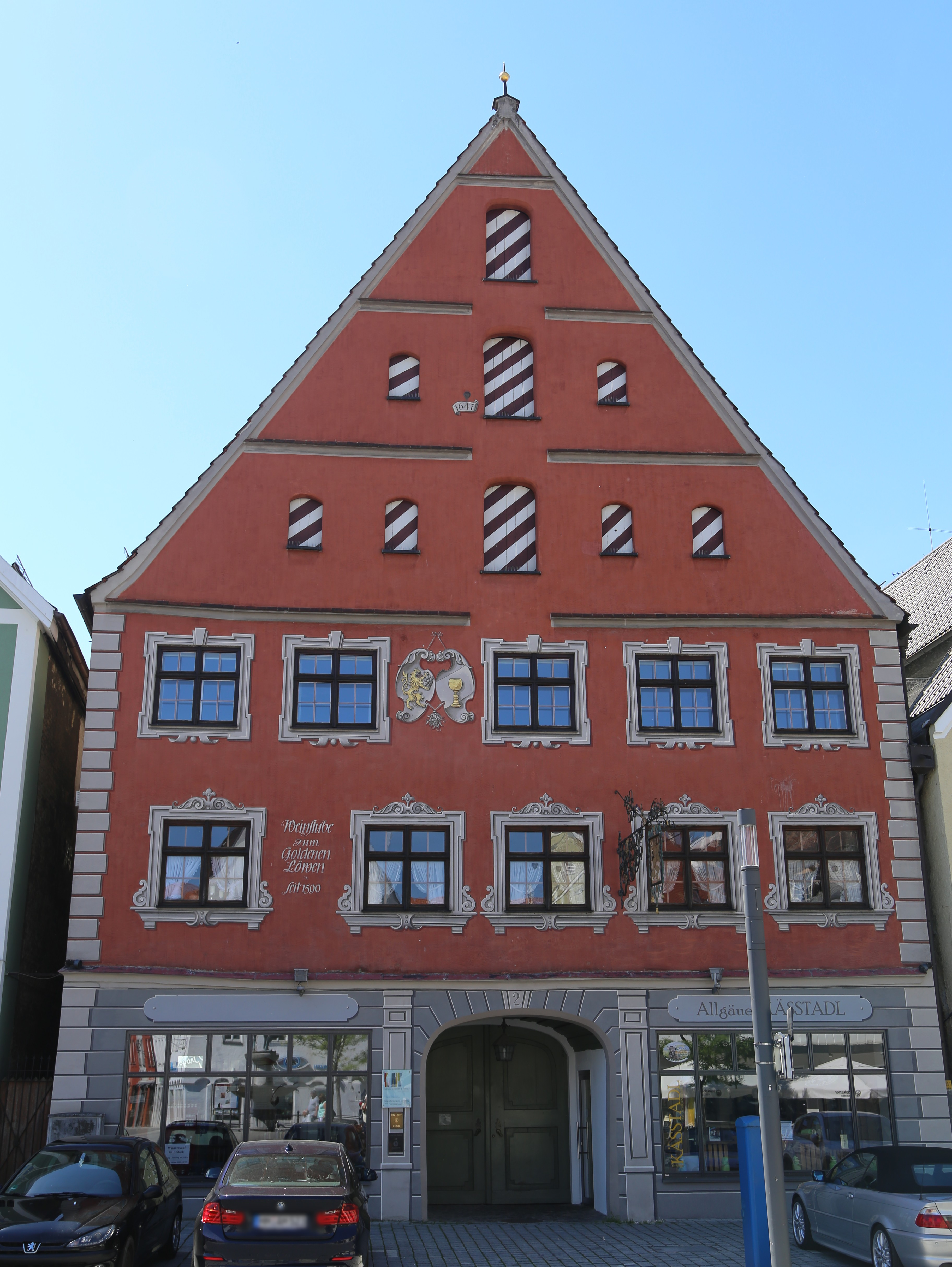
Weinhaus Zum Goldenen Löwen in Memmingen

Das Weinhaus Zum Goldenen Löwen im oberschwäbischen Memmingen, einer kreisfreien Stadt im bayerischen Regierungsbezirk Schwaben, wurde im 16. Jahrhundert errichtet. Das Gasthaus am Schrannenplatz 2 ist ein geschütztes Baudenkmal.

## Beschreibung
Der dreigeschossige Giebelbau besitzt einen dreigeschossigen, durch Gesimse unterteilten Giebel mit Ladeluken. Die Gasträume liegen im ersten Stock und darüber befanden sich die ehemaligen Fremdenzimmer. Ein korbbogiges Portal führt in die Vorhalle mit einer von einem Unterzug getragenen Holzbalkendecke, die von Holzpfeilern gestützt wird. Eine niedrige Treppe führt in den Weinkeller, der vermutlich aus dem 14. Jahrhundert stammt. 
Die Gaststuben haben Wandvertäfelungen und Einrichtungen aus der Mitte des 19. Jahrhunderts.  